# Елена (приток Волхова)
Елена (в низовьях — Ладожка) — река в России, протекает по Волховскому району Ленинградской области. Левый приток реки Волхов. Длина реки составляет 25 км, площадь водосборного бассейна 239 км².

## География

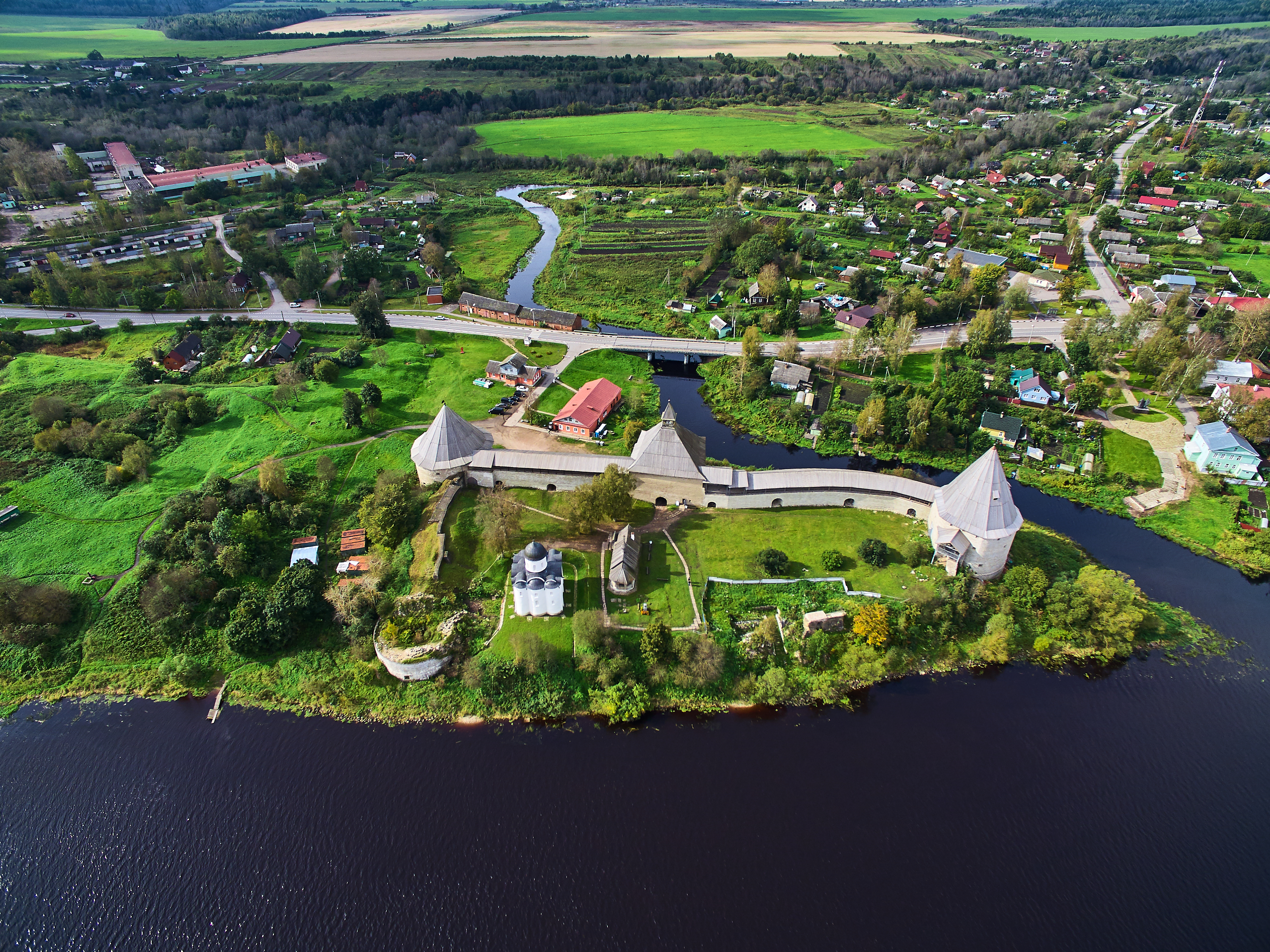
Елена у Староладожской крепости

Елена берёт начало около деревни Кути, в верховьях течёт на север до деревни Новой. Затем принимает слева приток Речку, огибает деревню Кисельня и поворачивает на северо-восток. В Кисельне принимает правый приток Песенку, затем ручьи Поповский и Мелкий Ручей (оба — справа), после протекает через деревню Трусово и село Старая Ладога, где принимает справа приток Заклюку.
Впадает в Волхов у Староладожской крепости на высоте 5 метров над уровнем моря. Пересекает трассу А-115.

## О названии

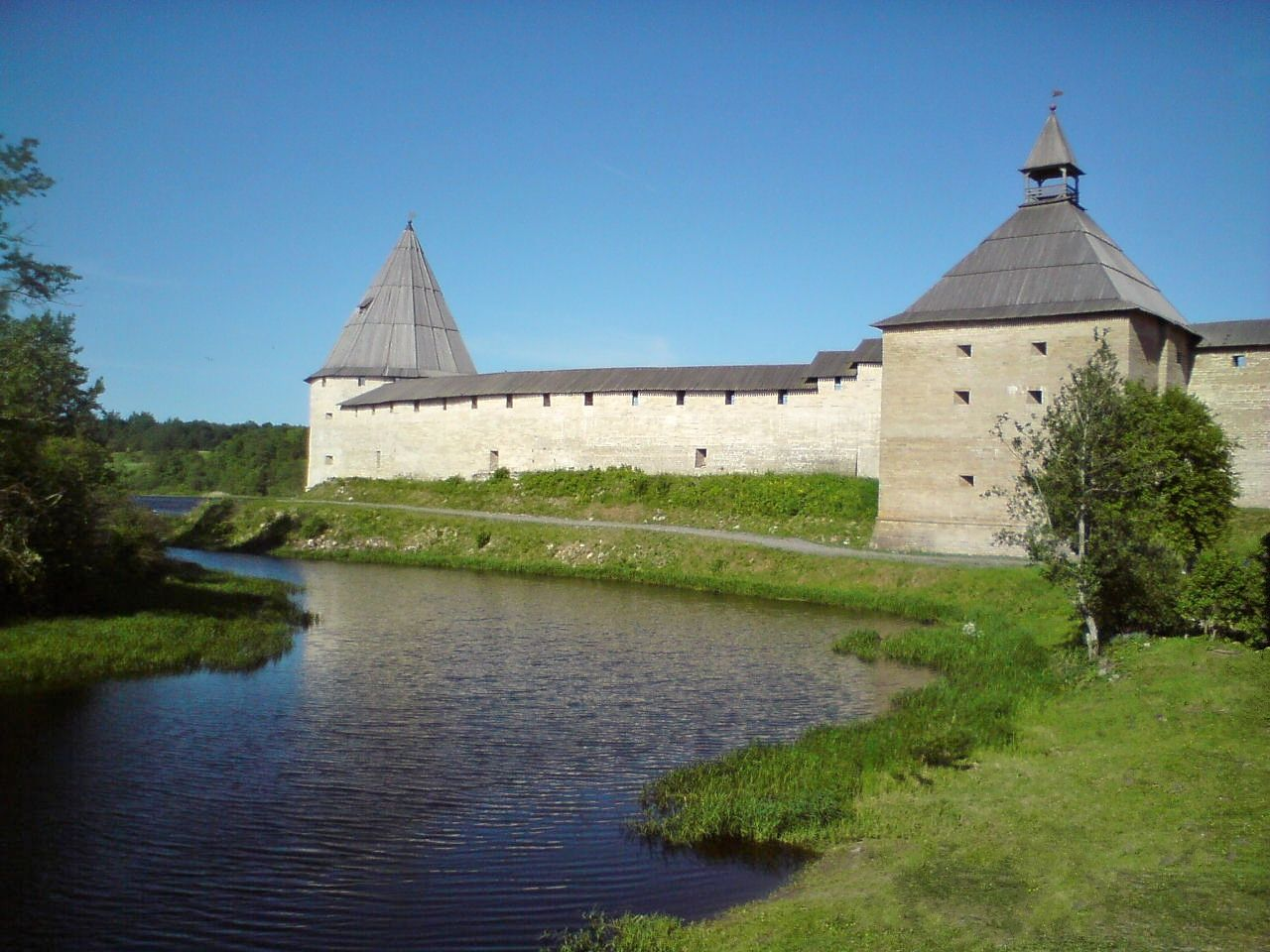
Ладожка у Староладожской крепости

По одной из гипотез, первоначальной формой названия реки было Е́ленка, от слова «ель».
По версии сотрудника Староладожского музея-заповедника Б. Васильева, название Елена было дано реке в XIX веке духовенством по монашескому имени первой жены Петра I Евдокии Фёдоровны Лопухиной, которая находилась в Староладожском Успенском монастыре с 1718 по 1725 год.
Местное население, однако, этот водоток называет обычно Ладожка. Это название происходит, возможно, от прибалтийско-финского Aladjogi — «Нижняя река».
Третья версия учитывает два этих названия. Например, директор музея заповедника «Старая Ладога» Губчевская Л. А. высказывалась так.

«А если вкратце, то есть исток реки Елены и есть исток реки Заклюки и от того места, где Елена у большего камня встречается с Заклюкой, течёт уже река Ладожка».
— Интервью директора музея-заповедника «Старая Ладога» Л. А. Губчевской от 25.08.2009 г.
Официальный запрос о переименовании Елены в Ладожку отправлен[когда?] историками и краеведами в областное правительство.

## Данные водного реестра
По данным государственного водного реестра России относится к Балтийскому бассейновому округу, водохозяйственный участок реки — Волхов, речной подбассейн реки — Волхов. Относится к речному бассейну реки Нева (включая бассейны рек Онежского и Ладожского озера).
Код объекта в государственном водном реестре — 01040200612102000019667.